# Aínsa-Sobrarbe
Aínsa-Sobrarbe là một đô thị trong tỉnh Huesca, Aragon, Tây Ban Nha. Theo điều tra dân số 2008 (INE), đô thị này có dân số là 2.095 người.

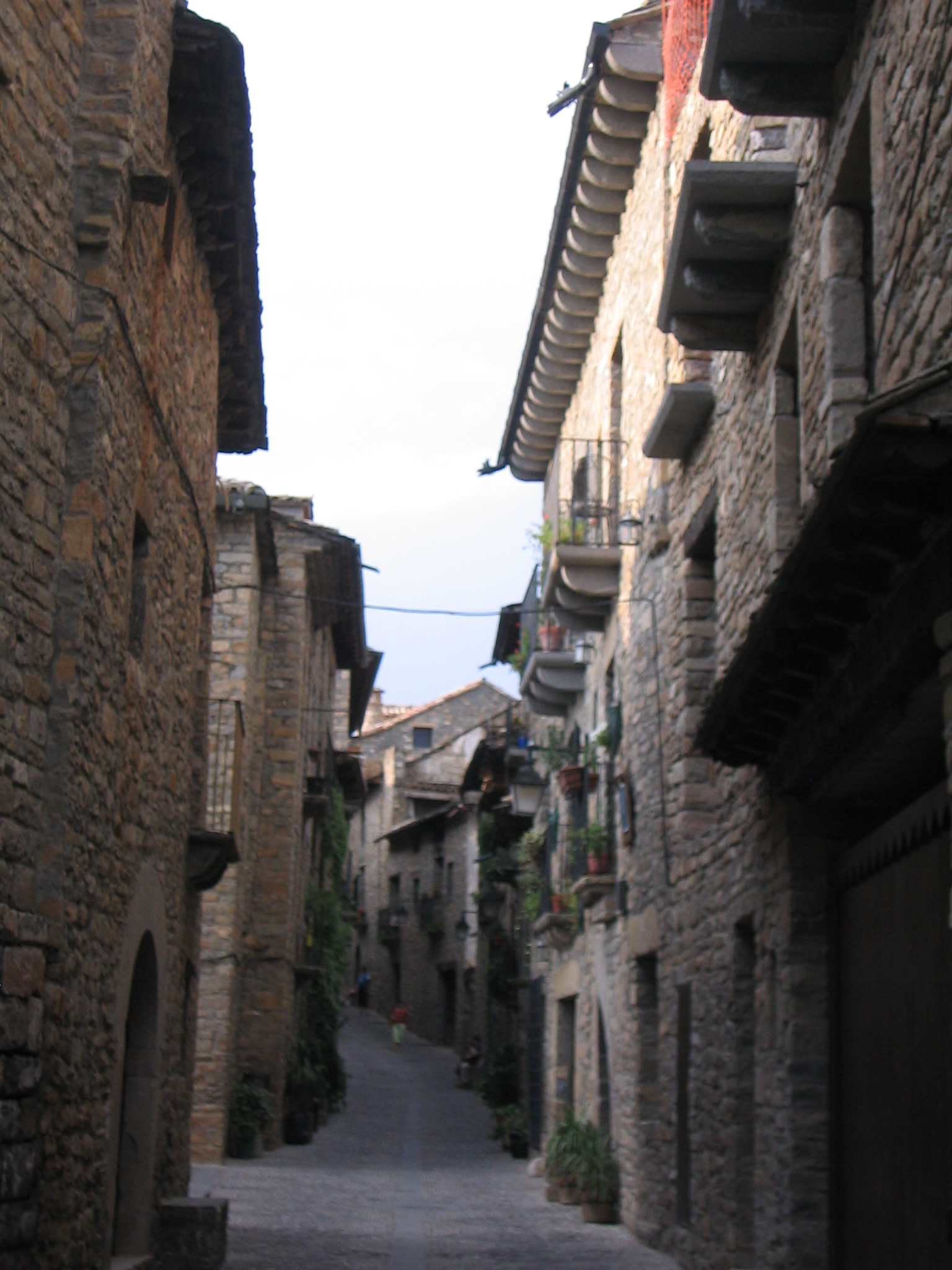
From Ainsa village

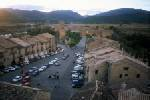
From Ainsa village